# HMS Cardiff (D108)
La HMS Cardiff (D108) è stata un cacciatorpediniere lanciamissili della classe Type 42 ed inoltre la terza nave della Royal Navy a portare questo nome in onore della città di Cardiff. La costruzione venne iniziata dalla Vickers Shipbuilding and Engineering nei cantieri di Barrow-in-Furness e venne completata dalla Swan Hunter nella regione di Tyne and Wear. La HMS Cardiff venne varata il 22 febbraio del 1974.
Durante la sua vita operativa prese parte alla guerra delle Falkland dove abbatté l'ultimo aereo argentino.
Nel corso della Guerra del Golfo nel 1991 il Westland Lynx in dotazione alla nave, affondò due dragamine iracheni. Contribuì inoltre allo schieramento navale che precedette l'invasione dell'Iraq nel 2003 partecipando all'operazione Armilla patrol e ostacolando alcuni tentativi di contrabbando di petrolio, ma non fu mai coinvolta direttamente nel conflitto.
La HMS Cardiff è stata insignita di due medaglie per gli interventi nella guerra delle Falklands e nella Guerra del Golfo ed è stata radiata nel luglio del 2005. Dopo la radiazione è stata trasferita in Turchia dove è stata demolita nonostante molti suoi ex marinai chiedessero che venisse preservata e che fosse trasformata in un museo navale e in una attrazione turistica a Cardiff.

## Costruzione

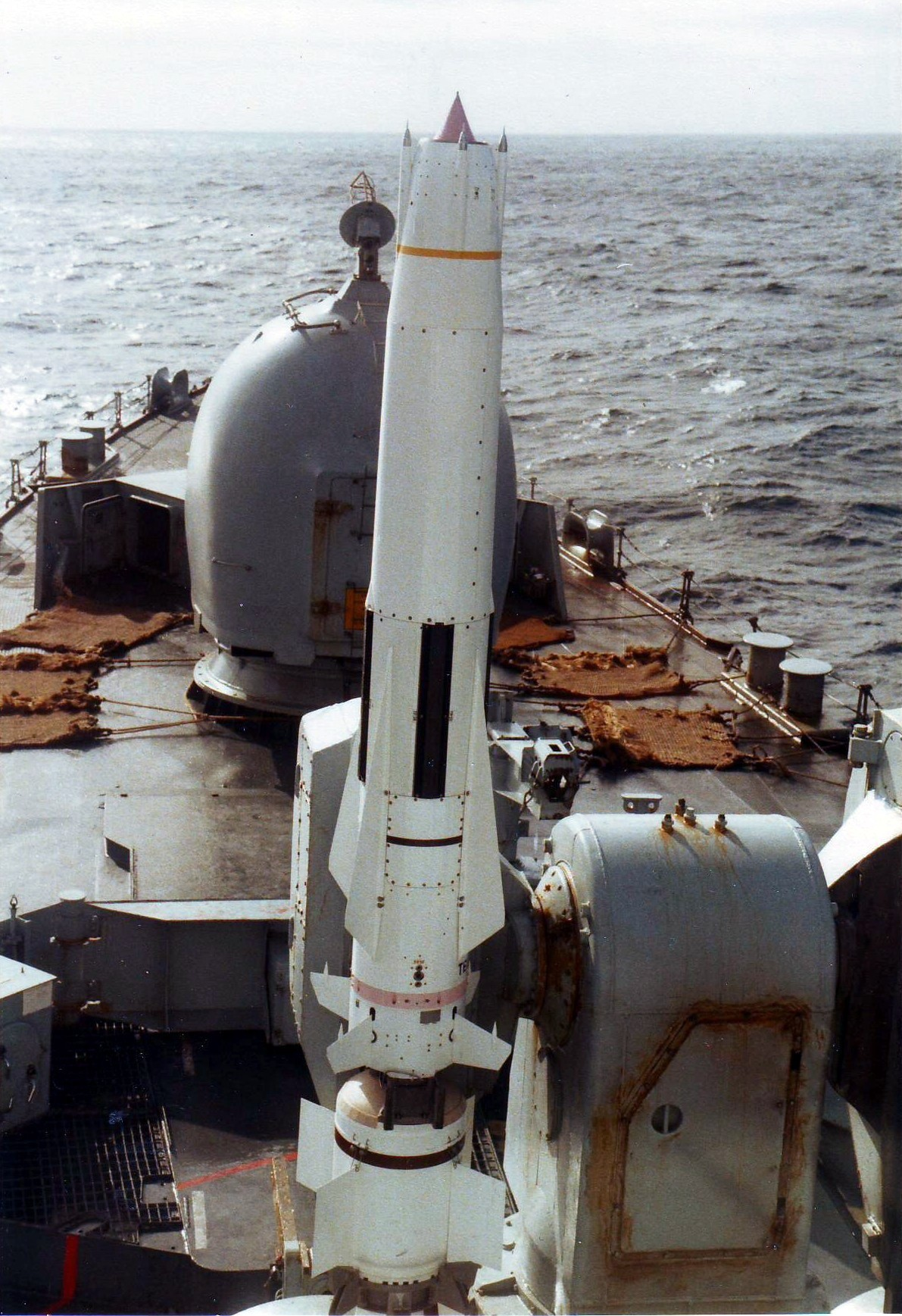
La rampa lanciamissili del sistema Sea Dart sulla Cardiff

La Classe Type 42 (conosciuta anche come Classe Sheffield dal nome dell'unità capoclasse), è stata costruita in tre lotti, al primo dei quali appartiene la  Cardiff che costò oltre 30 milioni di sterline, il doppio di quello che era stato preventivato inizialmente. La chiglia venne impostata il 6 novembre 1972 nei cantieri navali Vickers a Cumbria. Dopo il varo, i lavori furono interrotti per mancanza di manodopera. Per risolvere il problema la nave venne trainata nei cantieri navali Swan Hunter nel Tyne and Wear dove venne completata.
I cacciatorpediniere della classe Type 42 furono progettati come navi antiaeree e il loro armamento principale era rappresentato dal Sea Dart, un sistema missilistico mare-aria in grado di colpire bersagli distanti fino a 30 miglia nautiche, pari a 56 km. La Cardiff era armata anche con un cannone navale Mark 8 da 114mm in grado di sparare proiettili da 21 kg a una distanza di 22 km.
Dopo l'esperienza nella Guerra delle Falkland, in cui due navi della classe Type 42 (la Sheffield e la Coventry) furono affondate dagli aerei d'attacco argentini, l'intera classe fu equipaggiata con il sistema di autodifesa Phalanx CIWS, un cannone Gatling in grado di sparare 3000 colpi al minuto e di ingaggiare i missili antinave in arrivo e il sistema Sea Dart fu sottoposto a migliorie per aumentarne l'efficacia contro bersagli in volo a bassa quota e in prossimità della terraferma.

## Storia

### I primi anni di servizio
Varata il 22 febbraio 1974 - madrina del varo fu Caroline Gilmore - la Cardiff, dopo aver superato i collaudi e le prove in mare, entrò nei ranghi del naviglio militare della Royal Navy il 24 settembre del 1979, al comando del capitano Barry Wilson. Nei primi dodici mesi di attività accumulò 13.000 miglia (21.000 km) di navigazione ed effettuò esercitazioni e test finalizzati alla messa a punto dei vari sistemi di bordo e all'addestramento dell'equipaggio. La nave tornò a Tyne and Wear (dov'era stata allestita), per consentire alle maestranze che avevano lavorato al suo completamento di esibirla alle proprie famiglie. La Cardiff fece visita alla città omonima dove fu visitata da circa 7.000 persone. In questa circostanza il suo equipaggio raccolse più di mille sterline devolute poi in beneficenza, partecipando ad una gara in bicicletta sponsorizzata dagli enti locali. La BBC Radio Wales le dedicò un intero programma radiofonico, e la nave è apparsa anche sui canali televisivi nazionali BBC e ITV plc. Nel novembre 1979 la Cardiff coordinò le ricerche in soccorso della motonave Pool Fisher, una nave mercantile naufragata nei pressi dell'Isola di Wight. Nel 1980 partecipò all'annuale Navy Day a Portsmouth, accogliendo per l'occasione circa 17.300 visitatori. Nell'ottobre dello stesso anno si avventurò per la prima volta al di fuori delle acque inglesi e fece visita a Gand in Belgio. Successivamente prese parte ad un'esercitazione tenutasi nel Galles meridionale, e mentre era in quella zona partecipò al 75º anniversario della nomina di Cardiff a città.

### La guerra delle Falkland
Il 2 aprile 1982, il territorio britannico d'oltremare delle Isole Falkland, fu invaso dalla vicina Argentina. Il Regno Unito, distante 13.000 km, raggruppò e inviò un corpo di spedizione aeronavale che comprendeva portaerei, sottomarini e circa 7.000 soldati per riconquistare l'arcipelago. Il conflitto terminò a giugno con la sconfitta delle forze argentine.
Poco più di un mese prima dello scoppio della guerra, la Cardiff, sotto il comando del capitano Michael Harris, un ex sommergibilista, aveva iniziato un periodo di sei mesi di dispiegamento nel Golfo Persico con la squadra navale Armilla Patrol. La Cardiff aveva appena sostituito la sua gemella capoclasse HMS Sheffield in questa missione, ma il 23 aprile ricevette l'ordine di unirsi al gruppo navale diretto verso le Falklands. Navigò da sola attraverso Gibilterra e raggiunse il 14 maggio il resto della flotta già in rotta verso la parte meridionale dell'arcipelago.
Durante il viaggio l'equipaggio della Cardiff eseguì varie esercitazioni, comprese simulazioni di difesa contro attacchi aerei, nucleari, biologici, chimici e contro missili antinave.
Dato che anche la flotta argentina disponeva di alcune Type 42, alla Cardiff e a tutte le sue navi gemelle, vennero dipinte sulla fiancata due linee verticali nere in modo che fosse più facile per i sottomarini britannici distinguerle delle navi nemiche. Il 22 maggio la Cardiff attaccò un aereo da ricognizione argentino Boeing 707. Il quadrireattore venne rilevato mentre stava seguendo la flotta mantenendosi a distanza di sicurezza dai sistemi antiaerei inglesi, e la Cardiff fu incaricata di arretrare per portarsi a distanza utile per ingaggiare il bersaglio.
La nave sparò due Sea Dart alle 11:40 (ora locale) contro l'aereo che si trovava al limite della portata dei missili. Il primo terminò la sua corsa in mare, il secondo mancò il bersaglio a causa delle manovre diversive effettuate dall'equipaggio dell'aereo. Dopo aver evitato l'attacco il ricognitore argentino (matricola TC-92) scese al disotto del livello dei radar e fece ritorno alla base di El Palomar. Il 25 maggio, la Cardiff fu incaricata di recuperare 4 paracadutisti della Special Air Service che si erano lanciati da un Lockheed C-130 Hercules passato sopra la nave.

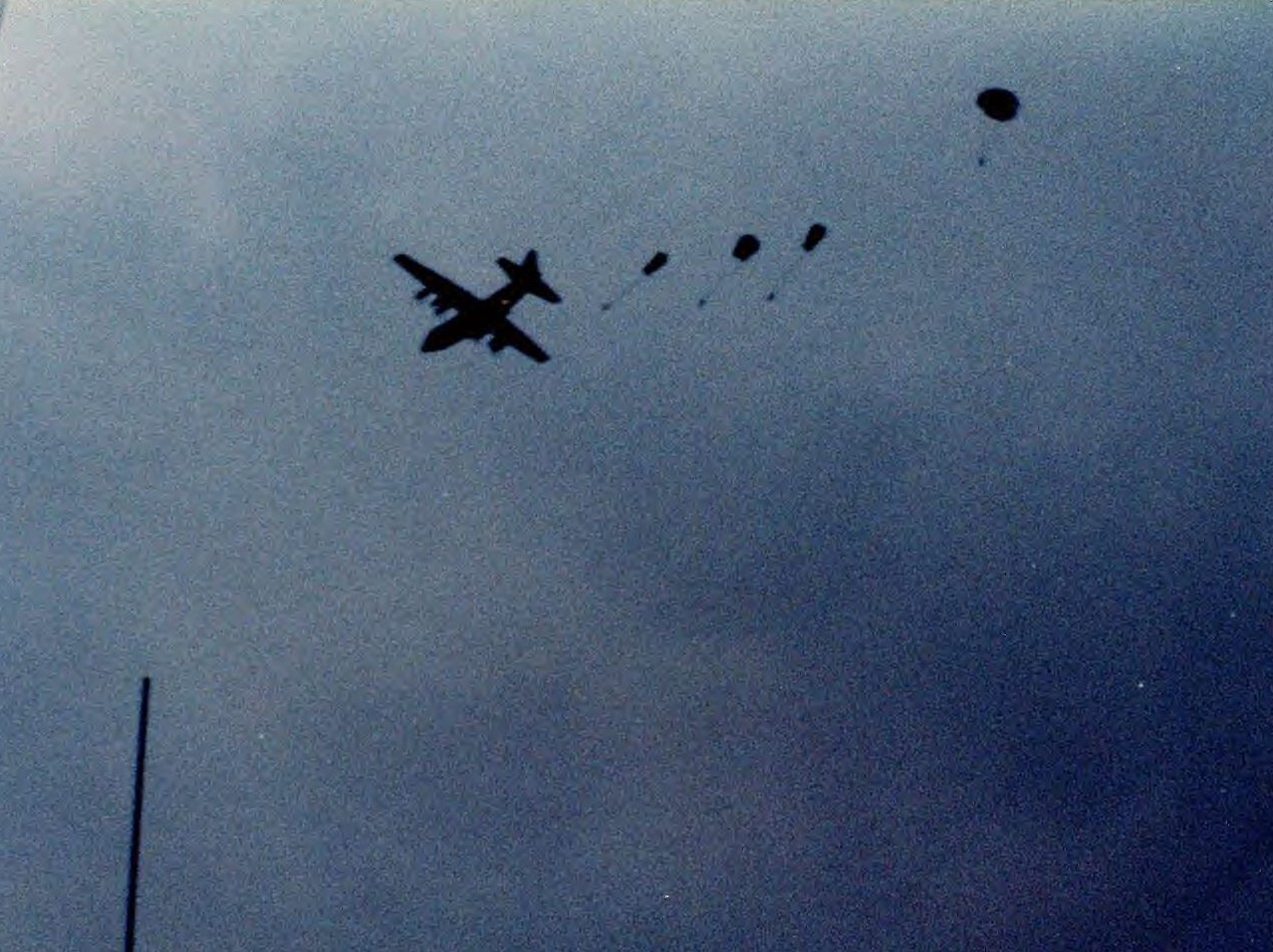
I quattro paracadutisti della SAS recuperati dalla HMS Cardiff

Il gruppo Bristol si unì alla task force principale il 26 maggio. L'arrivo del cacciatorpediniere, permise alla Glasgow, colpita da una bomba che aveva passato l'opera morta da parte a parte ed era stata raddobbata in mare, di tornare nel Regno Unito per le riparazioni necessarie. Il ruolo primario della Cardiff, insieme alle altre unità Type 42, fu quello di picchetto radar in modo da proteggere di giorno le navi britanniche dagli attacchi argentini e cercare di tendere degli agguati agli aerei nemici che si dirigevano verso l'aeroporto di Stanley portando quotidianamente rifornimenti. La nave fu anche incaricata di attaccare direttamente le posizioni nemiche sulle isole grazie al suo cannone da 4,5 pollici; in un solo attacco sparò più di 277 proiettili, tuttavia alcuni problemi tecnici impedirono l'uso continuativo di questa tattica.
Poco dopo il suo arrivo fu coinvolta nell'ultimo raid Exocet contro la Invincible. Nelle prime ore del 6 giugno, abbatté un elicottero amico Aérospatiale SA 341 Gazelle nella convinzione si trattasse di un aereo da trasporto nemico C-130 Hercules che ogni notte riforniva Port Stanley. Tutti i quattro membri dell'equipaggio furono uccisi; tra le cause dell'incidente vi furono uno scarso livello di comunicazione tra l'esercito e la marina e il fatto che la trasmittente dell'elicottero era stata spenta perché faceva interferenza con le altre apparecchiature. Tuttavia la commissione d'inchiesta che venne costituita non attribuì alcuna colpa all'equipaggio della nave.
Circa un'ora dopo l'abbattimento dell'elicottero, la Cardiff notò quattro mezzi da sbarco del secondo battaglione della Scots Guards. Essendo convinti che non vi fossero altre forze britanniche nella zona, la nave si preparò ad attaccare quelli che apparivano come mezzi argentini. Quando i soldati scozzesi videro i segnali luminosi che precedono un attacco, realizzarono le intenzioni della Cardiff, l'ufficiale in comando dei mezzi da sbarco Ewen Southby-Tailyour, cercò di allontanarsi.
La Cardiff, quando la manovra di attacco era ancora in corso segnalò tramite un messaggio luminoso un'unica parola "friend", Southby-Tailyour rispose con "to which side". A questo punto la Cardiff lasciò le imbarcazioni da sole, senza attaccarle o aiutarle nell'operazione di attacco, evitando un altro incidente.
Mentre l'elicottero della Cardiff, pilotato da Christopher Clayton, stava effettuando un'operazione di ricerca nella parte meridionale delle isole, la nave venne attaccata da due velivoli argentini.

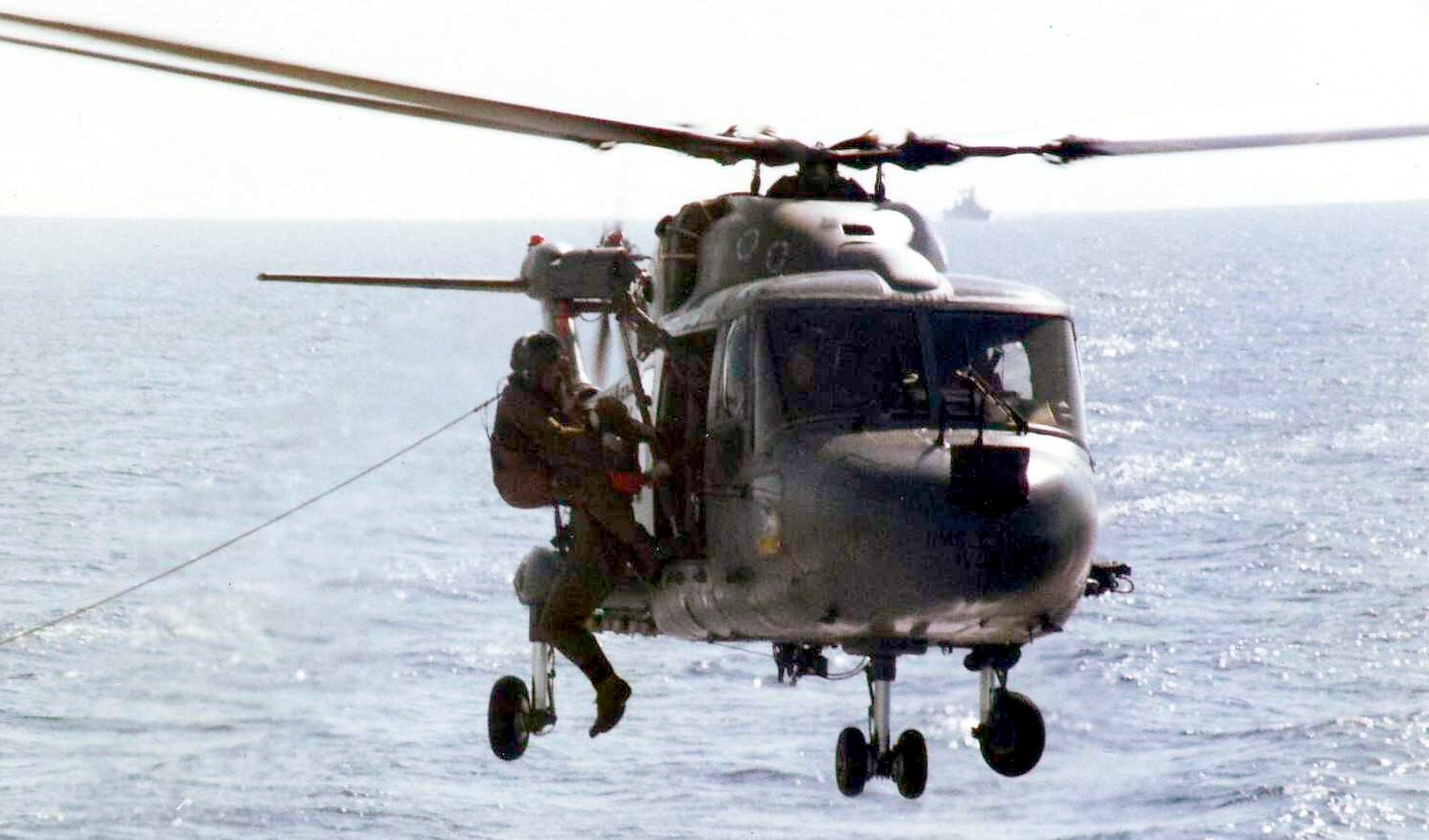
L'elicottero durante un'operazione di salvataggio

Le cattive condizioni climatiche costrinsero le forze argentine ad abbandonare la loro missione originaria e a fare ritorno alla base.
Il Westland Lynx imbarcato a bordo, iniziò a effettuare manovre evasive per sfuggire all'attacco, e il pilota Christopher Clayton, venne decorato per il suo impegno.
Più tardi lo stesso giorno, la Cardiff abbatté quello che sarebbe stato l'ultimo aereo argentino ad essere abbattuto durante la guerra. L'aereo, un English Electric Canberra stava per effettuare un bombardamento sul porto di Harriet House quando venne agganciato dal radar di puntamento ed abbattuto da un missile Sea Dart.
Il pilota, capitano Pastrán, sopravvisse, ma il navigatore, capitano Casado, morì.
Anche se i resti del capitano Casado furono recuperati nel 1986, vennero definitivamente identificati solo nel settembre 2008.
Le forze argentine sulle isole si arresero il 14 giugno, e la Cardiff fu incaricata di prendere in consegna 700 militari argentini nell'insediamento di Port Howard nelle Falkland il giorno dopo.
L'equipaggio della Cardiff si occupò anche di catturare una motovedetta argentina ribattezzata in seguito HMS Tiger Bay in onore della baia di Tiger Bay nel porto di Cardiff. La nave trascorse il resto di giugno a controllare la zona intorno a San Carlo.

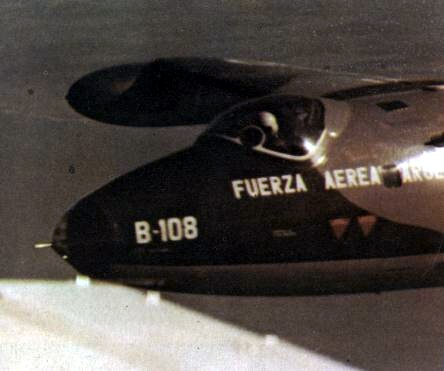
Il Canberra con matricola B-108, ultimo mezzo aereo argentino ad essere abbattuto durante la guerra.

Nel corso della guerra la Cardiff sparò nove missili Sea Dart e un siluro Mk 46. Ritornò nel Regno Unito il 28 luglio 1982, dopo aver lasciato le Falkland tre settimane prima con la Exeter e la Yarmouth.
Il capitano Michael Harris, consegnò il comando della nave il 24 agosto 1982 dopo un periodo di 1 anno. Dopo la guerra tutte le Type 42 furono equipaggiate con un cannone Oerlikon 30 mm, per proteggere meglio le navi dagli attacchi aerei, questo sistema venne in seguito sostituito dal cannone pluricanna Close-In Weapon System, la cui elevata cadenza di tiro ed il radar di puntamento forniscono la capacità di impegnare bersagli come missili a volo radente, o sea-skimming, e che sono attualmente utilizzati con varie combinazioni di arma e radar da varie marine del mondo.

### La prima guerra del golfo
Quando l'Iraq di Saddam Hussein invase il Kuwait il 2 agosto 1990, le Nazioni Unite autorizzarono l'uso della forza per liberare il paese. L'Inghilterra prese parte alla coalizione internazionale creata a questo scopo, inviando nell'area un contingente militare (Operazione Granby) che comprendeva unità navali integrate in una forza navale congiunta che entrò nel Golfo Persico neutralizzando la Marina Irachena e passando poi ad operare missioni di bombardamento contro obiettivi terrestri e operazioni di sminamento delle acque marittime, in vista delle operazioni terrestri e anfibie in corso di pianificazione.
Già dal settembre 1990 la Cardiff, insieme alla Brazen e alla London aveva formato il Gruppo "X-Ray" inviato nel Golfo per rilevare le navi britanniche precedentemente dislocate nell'area: la Battleaxe, la Jupiter e la York.
Nell'ambito della forza navale congiunta, assieme alla Gloucester fece parte del gruppo di unità che assicuravano la scorta antiaerea alle portaerei statunitensi Midway, Ranger e Theodore Roosevelt, e si occupò anche della difesa di superficie e di tutte le operazioni connesse alla sicurezza della Task Force.

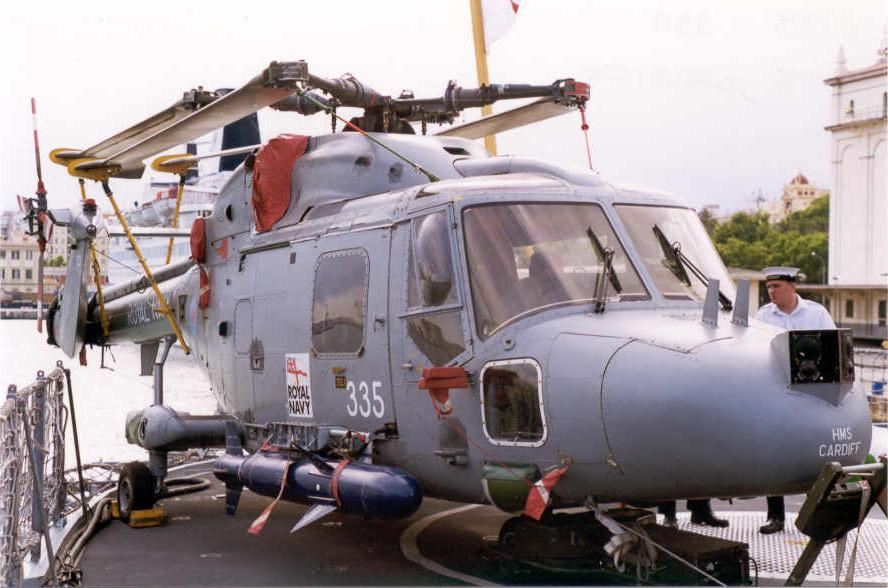
L'elicottero Westland Lynx n. 335 imbarcato sulla Cardiff durante la Guerra del Golfo

L'elicottero Westland Lynx n. 335, imbarcato sulla nave, partecipò alle operazioni congiunte con i Seahawk americani durante la guerra. Gli elicotteri americani mancavano di un efficace missile antinave, ma avevano maggiori capacità di sorveglianza rispetto ai mezzi inglesi. Quindi una volta individuato il bersaglio dagli elicotteri americani, i mezzi inglesi procedevano ad attaccarlo con i loro missili Sea Skua In totale, gli elicotteri Lynx compirono quasi 600 sortite durante la guerra del Golfo. In effetti l'elicottero partecipò a molte più operazioni di combattimento rispetto alla nave madre. Il 24 gennaio 1991 il Lynx individuò tre posamine Iracheni al largo dell'Isola di Qaruh, affondandone due. Più tardi nella stessa giornata l'isola venne conquistata dalle forze della Coalizione, divenendo la prima parte di territorio del Kuwait liberata. Cinque giorni più tardi l'elicottero partecipò insieme ai mezzi provenienti dalla Gloucester e dalla Brazen all'attacco contro navi da guerra irachene in rotta verso la Battaglia di Khafji. Il gruppo "X-Ray" venne rilevato negli ultimi giorni di gennaio dal Gruppo "Yankee", composto dalle navi Brave, Brilliant, Exeter e Manchester.

### Dopo la guerra

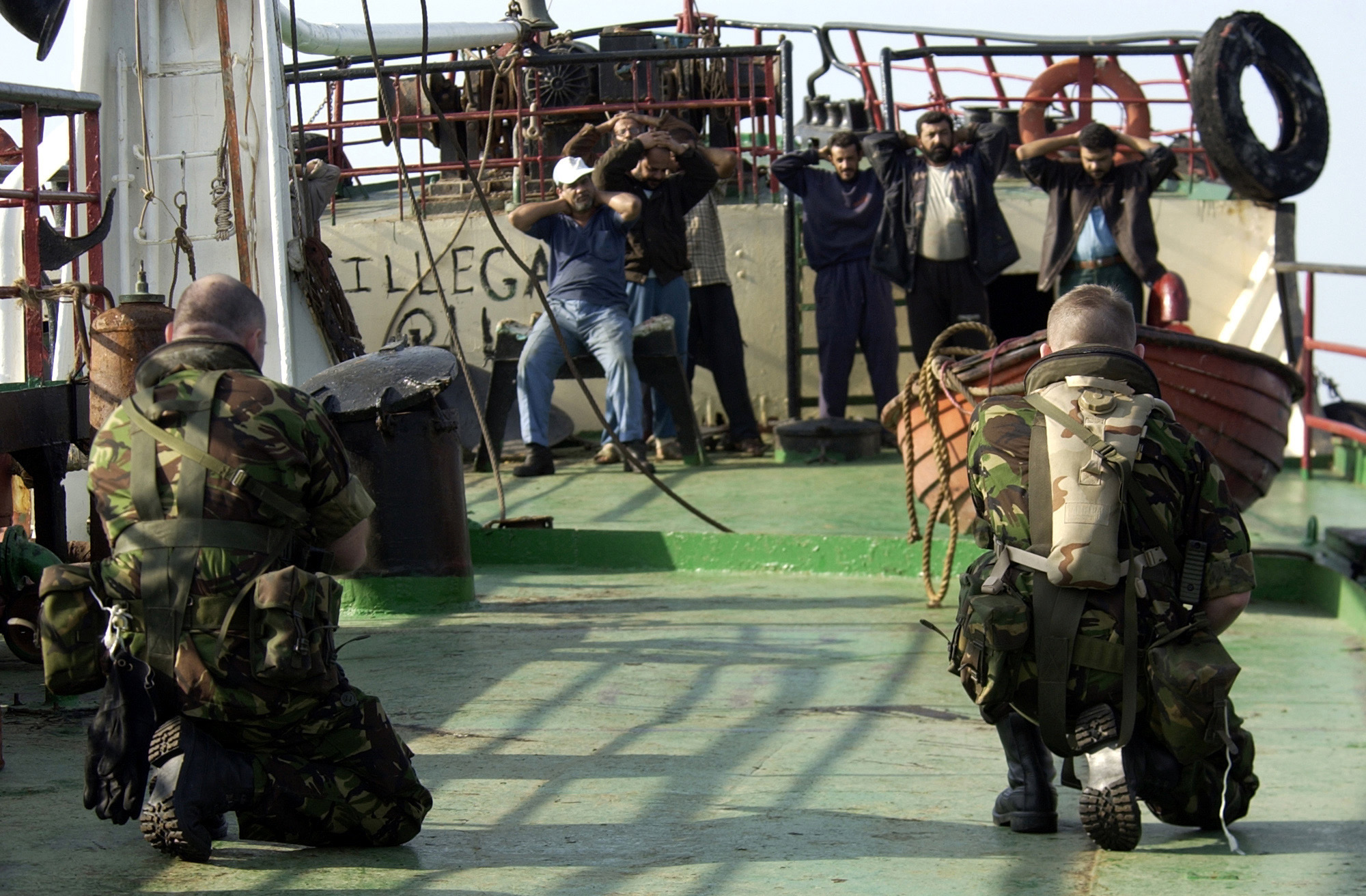
Dei marinai della Cardiff controllano l'equipaggio di una petroliera irachena durante un'ispezione.

Dopo la guerra nel golfo, gli incarichi della Cardiff inclusero il dispiegamento con il Standing NATO Maritime Group 2 e azioni di pattugliamento nella lotta al narcotraffico nei Caraibi. Durante questo periodo, ha anche partecipato alle operazioni di soccorso sull'isola di Eleuthera dopo il passaggio dell'Uragano Andrew. successivamente la Cardiff ritornò nel golfo per un periodo di sette mesi.
Il 14 ottobre 1984, in risposta al nuovo dispiegamento di truppe irachene vicino ai confini del Kuwait, scattò l'operazione Vigilant Warrior. L'operazione fu progettata per dissuadere Saddam tramite l'invio di truppe alleate in Kuwait; il contributo inglese all'operazione consistette nell'invio della Cardiff e della Cornwall. L'operazione terminò il 21 dicembre 1994 quando Saddam ritirò le sue forze.
In seguito al ritorno nel Regno Unito dall'operazione Vigilant Warrior, la Cardiff partecipò nel 1995 all'esercitazione NATO denomina "Strong Resolve" che si tiene periodicamente con cadenza quadriennale.
La nave fu poi immediatamente mandata a Portland dove partecipò all'OST in preparazione all'assunzione del comando del Fleet Ready Escort. Dopo l'OST attese il cinquantesimo anniversario della Giornata della Vittoria in Europa a Copenaghen e Oslo. Dopo una breve visita nella sua città omonima, la Cardiff fece rotta su Plymouth dove era programmata un'esercitazione di addestramento. Prese parte all'Operazione Bright Star un'esercitazione multinazionale che si tiene ogni due anni in Egitto. Nel novembre del 1995 la Cardiff divenne la prima nave militare inglese ad entrare nel porto della capitale libanese dopo 27 anni; per celebrare l'occasione venne fondato il Beirut Phoenicians Rugby Club. Dopo la visita a Beirut, seguirono due visite, una in Tunisia, e una a Gibilterra.
Nel 2000 passò sei mesi con la RFA Black Rover (A273) nei Caraibi, con lo scopo di soccorrere la popolazione dell'isola di Caye Caulker vicino al Belize appena colpita dall'Uragano Keith. Oltre a ricostruire le strade, distribuire aiuti e mettere in sicurezza gli edifici e i cavi elettrici, il personale della Cardiff si occupò di prevenire il diffondersi di malattie.
In ottobre prese anche parte all'esercitazione NATO "Unified Spirit" lungo la costa orientale degli Stati Uniti. "Unified Spirit" è un'esercitazione che si tiene ogni 4 anni con l'obiettivo di sostenere le operazioni di pace promosse dall'ONU.
Sempre nello stesso anno partecipò ad un'altra esercitazione, questa volta promossa dalla Royal Navy, dopo che il suo sistema di combattimento era stato integrato con il nuovo Digital Fires Network.
Nel 2003 effettuò la sua ultima missione nel Golfo Persico; durante i suoi anni di servizio nel golfo, la Cardiff ha ispezionato 178 imbarcazioni, sequestrato 25.000 tonnellate di Petrolio e impedendo complessivamente il contrabbando di merci per un valore totale di 2 milioni di dollari. La nave venne sostituita dalla HMS Richmond prima dell'inizio della guerra in Iraq e ritornò a Portsmouth il 4 aprile 2003. Alla fine del 2003, fu coinvolta nell'annuale giornata di dimostrazioni navali, e in ottobre venne usata dalla QinetiQ per effettuare dei test
Infine nel 2005 partecipò alla celebrazione del duecentesimo anniversario della Battaglia di Trafalgar appena due settimane prima di essere radiata.

## Destino finale

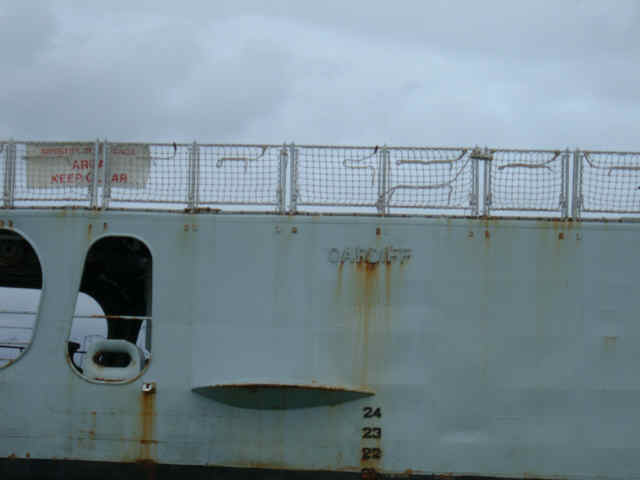
La fiancata destra della Cardiff nel 2007 con l'insegna del nome arrugginita

La Cardiff doveva inizialmente essere sostituita dalla Daring, la prima nave della nuova generazione di cacciatorpediniere della Royal Navy. Tuttavia, venne annunciato nel luglio del 2004 che la nave sarebbe potuta essere una di quelle ad essere ritirate precocemente dal servizio in accordo con il documento di programmazione Delivering Security in a Changing World White paper messo a punto dal Ministero della Difesa britannico.
La Cardiff venne radiata il 14 luglio 2004, dopo aver effettuato una visita nella città omonima dove venne consentito alle persone di visitare la nave. Dopodiché venne portata nella base navale di Portsmouth accanto alla sua nave gemella, la Newcastle, fino a che nel novembre 2008 non venne mandata in Turchia per essere smantellata.
In seguito alla cerimonia di radiazione la campana della nave venne rimossa e riposizionata nella navata settentrionale della chiesa parrocchiale di San Giovanni a Cardiff. Alcuni marinai in congedo proposero, senza successo, di trasformare la nave in un'attrazione turistica per la città. La Royal Navy ha annunciato che il cacciatorpediniere Dragon sarà la prossima nave della marina ad essere connessa alla città di Cardiff.